# This Time Around: Live in Tokyo
This Time Around: Live in Tokyo uživo je album britanskog hard rock sastava Deep Purple, kojeg 2001. godine, objavljuje diskografska kuća 'CMC International'.
Nakon što je sastav prestao s radom 1976. godine, 1977. izlazi uživo album Last Concert in Japan. Album sadrži snimke njihovog koncerta koji se održao u Tokyu u prosincu 1975. godine. Skladbe su prethodno 1972. godine izdane na japanskom izdanju albuma Made in Japan, ali nikad nisu objavljene u Sjedinjenim Državama. U 2001. godini kompletan nastup objavljen je na ovom uživo albumu This Time Around.
Publika je tijekom koncerta primijetila da je novi član sastava Tommy Bolin, veliki ovisnik o drogama, to se pokazalo i kobno kada je za manje od godinu dana Bolin umro. Bolin je tijekom koncerta izgledao vrlo bolesno i nije imao osjećaja u svojoj lijevoj ruci, nakon što si je u nju dao injekciju heroina. Nakon nekoliko medicinskih tretmana uspio je osposobiti ruku i vratiti osjećaje, kako bi mogao nastaviti turneju. Međutim svi ti događaji potaknuli su mnoge obožavatelje da ocjene ovaj Purpleov nastup kao najlošiji koncert održan do tada, uglavnom zahvaljujući Bolinu. Ipak neka mišljenja obožavatelja su podijeljena, neki misle da je to bila slaba točka kompletnog sastav (ili Bolina pojedinačno), dok su drugi mišljenja kako su se pojedini članovi (Jon Lord), okrenuli izgradnji svoje solo karijere.

## Popis pjesama

### Disk 1
1. "Burn" (David Coverdale, Ritchie Blackmore, Jon Lord, Ian Paice) - 8:08
2. "Lady Luck" (Coverdale, Roger Cook) - 2:58
3. "Love Child" (Coverdale, Tommy Bolin) - 4:29
4. "Gettin' Tighter" (Bolin, Glenn Hughes) - 16:02
5. "Smoke on the Water"/"Georgia on My Mind" (Ian Gillan, Blackmore, Roger Glover, Lord, Paice)/(Hoagy Carmichael, Stuart Gorrell) -  9:31
6. "Wild Dogs" (Bolin, John Tesar) - 6:05

### Disk 2
1. "I Need Love" (Coverdale, Bolin) - 5:47
2. "Soldier of Fortune" (Coverdale, Blackmore) - 1:47
3. "Jon Lord Solo" (Lord) - 9:43
4. "Lazy & solo na bubnjevima" (Gillan, Blackmore, Glover, Lord, Paice) - 13:07
5. "This Time Around]" (Hughes, Lord) - 3:38
6. "Owed to G" (Bolin) - 3:29
7. "Tommy Bolin solo na gitari" (Bolin) - 7:09
8. "Drifter" (Coverdale, Bolin) - 4:55
9. "You Keep on Moving" (Coverdale, Hughes) - 5:59
10. "Stormbringer" (Coverdale, Blackmore) - 8:51
11. "Highway Star" (Gillan, Blackmore, Glover, Lord, Paice) - 7:30

## Izvođači
- Tommy Bolin - električna gitara, vokal
- David Coverdale - prvi vokal
- Glenn Hughes - bas-gitara, vokal
- Jon Lord - klavijature, prateći vokali
- Ian Paice - bubnjevi

## Vanjske poveznice
- Allmusic.com - Deep Purple - This Time Around: Live in Tokyo